# Prosenjakovci
Prosenjakovci (madžarsko Pártosfalva) so naselje v Občini Moravske Toplice. Kraj je opredeljen kot območje, kjer avtohtono živijo pripadniki madžarske narodne skupnosti in kjer je poleg slovenščine uradni jezik tudi madžarščina.
V Prosenjakovcih se nahaja dvojezična osnovna šola, ki jo obiskuje približno 100 učencev narodnostno mešanega območja. Pouk poteka dvojezično, otroci pa se poleg slovenščine učijo še madžarščino. Na šoli že več kot 20 let deluje čebelarski krožek, ki je sčasoma postal vzorčni izobraževalni center za čebelarstvo. Od leta 2002 je šola del mednarodne mreže EKO šol.

### Vodna učna pot
Vodno učno pot Prosenjakovci predstavlja krožna pot ob vodnih izvirih Prosenjakovcev. Prične se pri Dvojezični osnovni šoli Prosenjakovci in se nadaljuje v smeri proti vasi. Prva točka na njeni poti je Koltayev mlin, ki je bil prva elektrarna v vasi, zdaj pa predstavlja kulturni spomenik. Pot se nadaljuje proti lovskemu domu, ki ga upravlja Lovska družina Prosenjakovci. Pot poteka med travniki, sadovnjaki in ob gozdu, kjer je možno opazovati številne naravne habitate v neokrnjeni naravi. 
Naslednja točka vodne učne poti so ruševine dvorca Matzenau in vodnjak Carla von Matzenauerja, ki ga viri prvič omenjajo v 19. stoletju. Pot nas nato vodi do naslednjega pomembnega vodnjaka, ki leži ob Dvojezičnem vrtcu Prosenjakovci in je služil kot vodni vir nekdanje šole, ki se je nahajala v zgrabi današnjega vrtca.
Pot se nato obrne nazaj proti šoli in nas skozi vas trikrat popelje čez Ratkovski potok, ki je nekdaj napajal tudi omenjen Koltayev mlin oziroma hidroelektrarno.

### Koltayev mlin
Koltayev mlin je bila prva elektrarna v vasi. Poganjala jo je voda iz Ratkovskega potoka. Razvila se je iz mlina, ki je okoliškim prebivalcem omogočal mletje žitja za vsakdanji živež. Ker je družina Koltay imela svoje šiviljstvo, je sosednji mlin uredila v elektrarno ter potem iz nje črpala električno energijo.
Po večerih, nekje med 19 in 21 uro, so elektriko dovajali tudi sosednjim hišam. Elektriko pridobljeno iz elektrarne so uporabljali tudi za izgradnjo zadružnega doma v Prosenjakovcih (1948/49), ki je postal pomembno zbirališče vaščanov in mladine. V njem so ob nedeljah vrteli filme.
Vse omenjeno je trajalo do vzpostavitve redne električne povezave z omrežjem v letu 1956. Družini Koltay je bilo šiviljstvo odvzeto. Zgrajena je bila tovarna Pletilstvo Prosenjakovci. Stavba mlina oziroma elektrarne stoji še danes, vendar ni v uporabi.

### Lovska družina
Lovski dom je v upravljanju Lovske družine Prosenjakovci, ki je bila ustanovljena leta 1946. Člani lovske družine skrbijo za ta del neokrnjene narave, s tem da vzdržujejo življenjski prostor divjadi in skrbijo za heterogenost živalskega sveta v njem.